# Усахело (Чиатурский муниципалитет)
Усахело (груз. უსახელო) — село в Грузии, на территории Чиатурского муниципалитета края (мхаре) Имеретия.

## География
Село находится на западе центральной части Грузии, к северу от реки Думалы, на расстоянии приблизительно 7 километров (по прямой) к юго-востоку от города Чиатура, административного центра муниципалитета. Абсолютная высота — 761 метр над уровнем моря.

## Население
По результатам официальной переписи населения 2014 года, в Усахело проживало 952 человека (480 мужчин и 472 женщины). В национальной структуре населения грузины составляли 99,8 %, осетины — 0,1 %, русские — 0,1 %.
| Год  | Население, человек |
| ---- | ------------------ |
| 2002 | 1561               |
| 2014 | ↘ 952              |